# Le Castellard-Melan
Le Castellard-Mélan är en kommun i departementet Alpes-de-Haute-Provence i regionen Provence-Alpes-Cote d'Azur i sydöstra Frankrike. Kommunen ligger  i kantonen Digne-les-Bains-Ouest som ligger i arrondissementet Digne-les-Bains. År 2022 hade Le Castellard-Mélan 62 invånare.

## Befolkningsutveckling
Antalet invånare i kommunen Le Castellard-Mélan
Referens: INSEE